# Chansons Bas
Les Chansons Bas sont un cycle de huit mélodies pour baryton ou mezzo-soprano et piano de la compositrice française Claude Arrieu, composé en 1936.

## Contexte et création
Claude Arrieu compose son cycle sur des poèmes de Stéphane Mallarmé tiré de son recueil Les Types de Paris en 1936. L'œuvre est publiée chez Heugel en 1937.
Les Chanson Bas sont créées le 10 avril 1937 à l'École Normale de Musique de Paris par Pierre Bernac et Denise Dixmier au piano.

## Structure
Le cycle comporte huit mélodies :
1. Le Savetier
2. La Marchande d'herbes aromatiques
3. Le Cantonnier
4. Le Marchand d'ail et d'oignons
5. La Femme de l'ouvrier
6. Le Vitrier
7. Le Crieur d'imprimés
8. La Marchande d'habits

## Réception
Michel-Léon Hirsch, dans Le Ménestrel, parle du charme désuet des Chansons Bas de Claude Arrieu, dont l'esthétique et le genre a été dépassé depuis Francis Poulenc.